# Legado imperial propretor

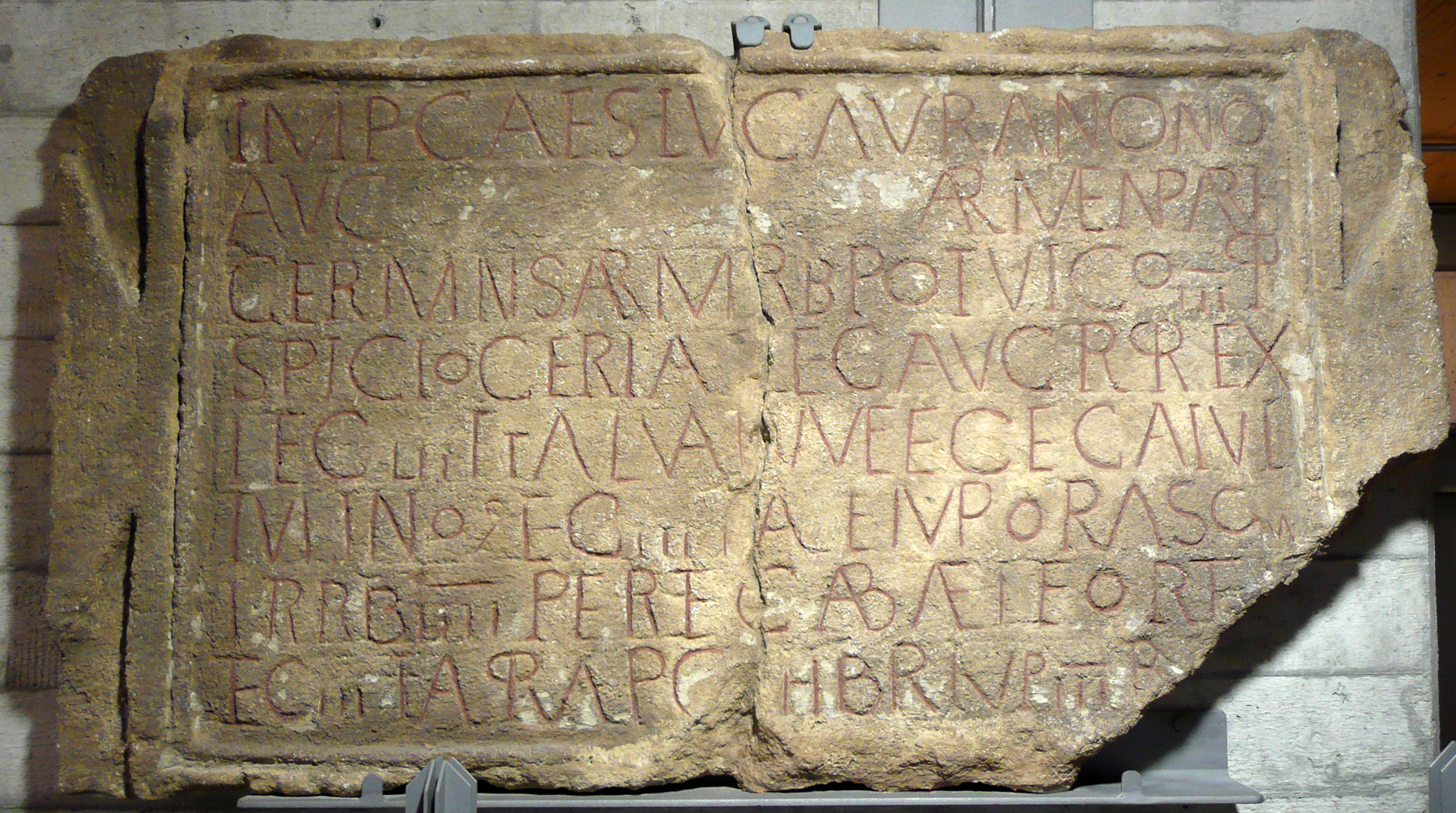
Réplica da inscrição no Castelo de Böhming em Kipfenberg, Baviera

Legado imperial propretor, legado augusto/augustal propretor ou legado propretor do Augusto (em latim: Legatus Augusti pro praetore; lit. "enviado do imperador - pretor atuante") foi um título oficial do governador de algumas províncias imperiais do Império Romano durante o principado, normalmente as maiores ou aquelas onde as legiões estavam estacionadas. As províncias eram denotadas imperiais se seu governador era selecionado pelo imperador, em contraste às províncias senatoriais, cujos governadores (chamados procônsules) eram selecionados pelo senado. Por seu um propretor, o legado imperial possuía imperium, o que dava-lhe a honra de ser acompanhado por cinco lictores.
Um legado imperial era sempre um senador de posição consular ou pretoriana (ou seja, que tinha anteriormente exercido o ofício de cônsul ou pretor), e tal posição configurava-se como a mais alto posição no curso preliminar pretoriano para sua ascensão ao consulado. A função era concedida por um período indeterminado, a critério do imperador, geralmente não mais de 3 anos, mas alguns imperadores mantiveram por mais tempo um legado que o satisfizesse.[a] A posição do governador do Egito (prefeito) foi sem paralelo, pois, embora um equestre (cavaleiro), tinha legiões sob seu comando. Algumas províncias imperiais menores onde nenhuma legião estava estacionada (p. ex. Mauritânia, Trácia, Récia, Nórica e Judeia) eram administradas por prefeitos equestres depois designados procuradores que comandaram apenas auxiliares.
O legado imperial era tanto chefe da administração provincial, quando oficial judicial chefe e comandante-em-chefe de todas as forças militares estacionadas na província (legiões e auxiliares). A única função fora do âmbito do legado era financeira (a coleção de tributos e receitas imperiais), que era manipulada por um procurador independente, que reportava-se diretamente ao imperador. Em 68, 15 de todas as 36 províncias romanas eram governadas por legados imperiais: Hispânia Tarraconense, Lusitânia, Gália Aquitânia, Gália Lugdunense, Gália Bélgica, Britânia, Germânia Inferior, Germânia Superior, Mésia, Dalmácia, Galácia, Capadócia, Lícia e Panfília, Síria e Numídia.